# Taking Back Sunday
Taking Back Sunday es una banda estadounidense de rock alternativo formada en 1999 en Amityville, Long Island, Nueva York y conformada actualmente por Adam Lazzara (voz), John Nolan (voz, guitarra), y Shaun Cooper (bajo).

## Historia

### Inicios
Taking Back Sunday comenzó en noviembre de 1999 tomando como referencia a bandas de hardcore melódico como Lifetime y Endpoint y el emo que creó Sunny Day Real Estate. Sin embargo, su primer material no vería la luz hasta 2001, año en que lanzan su primer EP autotitulado Taking Back Sunday, al que le seguiría Lullaby. Después, la banda estaría de gira por el país con bandas ya consagradas como At the Drive-In y Alkaline Trio. Durante los comienzos, y en los años siguientes, la banda sufrió cambios en su formación. Originariamente Taking Back Sunday estaba formada por Eddie Reyes como guitarrista, John Nolan también como guitarrista, vocalista, y teclista, Jesse Lacey como bajista, Antonio Longo como vocalista y Stevie DeJoseph como baterista. En diciembre de 2000 y con los EP ya grabados pero aún sin lanzar, la banda pierde al bajista Jesse Lacey (quién formaría después otra importante banda dentro de la nueva oleada punk pop y del rock alternativo, Brand New) sería sustituido por Adam Lazzara (Lazzara fue miembro original de la banda con el siendo el tercer guitarrista, dejando la banda unos meses después). Antonio Longo también dejaría la banda y sería sustituido, Adam Lazzara, y Shaun Cooper sería el nuevo bajista.

### Lazzara y el éxito internacional
Lazzara comenzó, realmente, en Taking Back Sunday como bajista y cantando paralelamente junto con Nolan. Hasta que la banda encontró a Shaun Cooper, quien pasó al bajo y Lazzara se convertiría en el cantante principal de Taking Back Sunday. En diciembre de 2001 la banda ficha por Victory Records y Sal Villanueva (productor de bandas como Thursday) les produjo su primer álbum de estudio, Tell All Your Friends. Con su primer disco, Taking Back Sunday logró rápidamente el éxito vendiendo 2300 copias en su primera semana en el mercado. Además, realizó giras con bandas importantes como Midtown, Recover, New Found Glory, Jimmy Eat World, H2O y The Used. También compartió escenario en el Warped Tour de 2003 con bandas de la misma escena alternativa y de la nueva vertiente emo (como se les ha catalogado) como los citados The Used y Brand New, la banda formada por el exbajista de Taking Back Sunday Jesse Lacey.
Pero antes de llegar al Warped Tour de 2003, la banda volvió a sufrir problemas entre sus componentes; Cooper y Nolan decidieron abandonar Taking Back Sunday por "motivos personales" y formaron Straylight Run. La banda guardó silencio y, aparentemente, el futuro era incierto. A falta de unos días para el Warped Tour, Taking Back Sunday anunció que Fred Mascherino sería el sustituto de Nolan en la guitarra y coros, mientras que Matt Rubano sería el nuevo bajista, Lazzara en ese momento tomo su lugar como teclista. También se anunció que Lou Giordano sería el nuevo productor de su próximo álbum, Where You Want to Be, que saldría en primavera de 2004. También logró un importante éxito entrando en el número 3 del Billboard 200 estadounidense, participando en la banda sonora de Spider-Man 2 y emprendiendo una importante gira en junio de 2005 con Jimmy Eat World.

### Contrato con la multinacional Warner
En abril de 2006, Taking Back Sunday firmó por Warner Bros. Records para grabar su tercer álbum, Louder Now. Este disco fue lanzado en la primavera de 2006 y la banda se marchó de gira por Europa. En su gira europea participó en el prestigioso festival inglés Give It A Name y en febrero de 2007 actuó en el North American Tour. Louder Now también gozó del éxito entre el público logrando el segundo puesto del Billboard de 2006 y siendo nombrado, tras votación popular, como Mejor Álbum de 2006 por la revista musical británica Kerrang!.
A finales de 2006, la banda y Warner lanzaron su primer DVD, The Louder Now DVD: PartOne, en el que se incluían un concierto y más material multimedia sobre la banda. En 2007, Victory Records, sello independiente que distribuyó los primeros trabajos de la banda, lanzó un disco recopilatorio titulado Notes From the Past, en el que incluyeron dos caras b, "The Ballad of San Villanueva" y "Your Own Disaster", anteriormente lanzadas en versiones japonesas y una recopilación de material antiguo procedente de Tell All Your Friends y Where You Want to Be. Durante el año 2007, la banda participó en el Projekt Revolution, liderados por Linkin Park.

### Regreso de la formación deTell All Your Friends
A principios del mes de octubre de 2007, Taking Back Sunday anunció que Fred Mascherino, guitarrista y co-vocalista, dejaba la formación tras cuatro años para emprender un nuevo proyecto, The Color Fred, que lanzó su álbum debut, Bend To Break, el 30 de octubre. Por lo tanto la banda confirmó que el músico que sustiuiría a Mascherino no formaría parte de su próximo álbum de estudio, aunque si aparecería en el segundo DVD de la banda, el inminente The Louder Now DVD: PartTwo.
Matt Rubano confesó en una nota publicada en su MySpace que la banda estaba trabajando en un nuevo álbum, el que será cuarto disco de la banda, con doce canciones y que vería la luz en 2008-2009. El 5 de mayo de 2008, la agrupación anunció en su web oficial que Matthew Fazzi era el nuevo guitarrista de la banda. Tocaron con el que fuera exguitarrista de Facing New York su primer concierto en Farmingdale, Nueva York, durante un show secreto por el que Taking Back Sunday se hizo pasar por el seudónimo de Lance Striker and the Rockoholics. El grupo de Adam Lazzara escogió a Fazzi tras realizar una serie de audiencias en busca del nuevo guitarrista.
El 29 de marzo de 2010 Matt Rubano y Matthew Fazzi anunciaron su salida de Taking Back Sunday. El 31 de marzo de 2010 se confirmó que los sustitutos serían John Nolan y Shaun Cooper que regresaban como miembros de la banda después de siete años, por lo que Taking Back Sunday recuperaba, así, la formación que firmó Tell All Your Friends, el primer álbum de estudio de la banda.
Lazzara aseguró que la idea de volver a la formación original fue del batería Mark O'Connell: "Un día me llamó y me dijo algo como, 'Hey, ¿qué te parece si volvemos a nuestra formación original?'". Pese a la incredulidad del vocalista —no hablaba con Nolan desde hacía siete años— días después recibió una llamada de Nolan: "Parecía que el tiempo no hubiera pasado por nosotros, como si hubiésemos hablado hace unos días. No hablamos sobre volver a hacer música juntos, sino que nos pusimos al día de lo que había pasado en nuestras vidas". Sin embargo, el regreso de la formación original "no tiene nada que ver con volver a los primeros álbumes. Si seguimos como éramos entonces no haría falta hacer otro álbum". El 15 de agosto la banda lanzó su segundo álbum el vivo, el cual es completamente en acústico, llamado Live from Orensanz. 
La banda anunció el lanzamiento del quinto álbum de estudio, autotitulado Taking Back Sunday, para el 28 de junio de 2011 mediante Warner Bros. Records. Para la grabación del álbum la banda contó con el productor Eric Valentine (Queens Of The Stone Age, All American Rejects) y participó la formación reunida de Tell All Your Friends. "Faith (When I Let You Down)", el primer sencillo del álbum, fue lanzado el 3 de mayo.
El 8 de julio de 2011, Taking Back Sunday publicó un vídeo musical oficial de "faith (When I Let You Down)". Un reclamo fue puesto en libertad un día antes del lanzamiento oficial del vídeo. [32]
El 4 de agosto de 2011, Taking Back Sunday ha anunciado que se va en una gira de otoño con el estado de Maine (banda) que cubre los meses de octubre y noviembre.
El 3 de noviembre de 2011, Taking Back Sunday publicó un vídeo musical oficial de "You Got Me". Este es el segundo sencillo de su álbum homónimo. El video fue creado con la ayuda de Steve Pedulla y McDonald Ward y que cuenta con el guitarrista Eddie Reyes en solitario bailando en un escenario de teatro.
El viernes 13 de abril de 2018, se anunció que el guitarrista fundador Eddie Reyes se separó de la banda.
En junio de 2023, la banda lanzó su primera música nueva original en más de cuatro años, un sencillo titulado "The One". El 30 de agosto de 2023, 152, el próximo álbum de la banda, estaba programado para su lanzamiento en octubre de 2023.
En diciembre de 2024, el exmiembro Eddie Reyes afirmó en un podcast que el baterista Mark O'Connell, que había estado en Taking Back Sunday desde 2001, ya no estaba en la banda. O'Connell anunció formalmente su salida el 7 de enero de 2025. Escribió en una declaración: "Durante los últimos años, me he centrado en mi familia y mi crecimiento personal, incluido el compromiso con mi sobriedad. Desafortunadamente, durante este tiempo, no siempre sentí el apoyo que necesitaba de aquellos a quienes consideraba hermanos, y las diferencias creativas hicieron que fuera difícil avanzar juntos".

## Influencias
Las inspiraciones de la banda incluyen a Quicksand, The Smiths/Morrissey, Lifetime, Hatebreed, Rancid, Screeching Weasel, The Queers, Nirvana, Pearl Jam, Built to Spill, The Get Up Kids, The Promise Ring, Radiohead, The Clash, y los Ramones; además de la forma de cantar y/o tocar de Jay-Z, Brian Baker, Walter Schreifels, Robert Smith, y Michael Jackson.

## Discografía
- Tell All Your Friends (2002)
- Where You Want to Be (2004)
- Louder Now (2006)
- New Again (2009)
- Taking Back Sunday (2011)
- Happiness Is (2014)
- Tidal Wave (2016)
- 152 (2023)

## Miembros
| Miembros actuales - Adam Lazzara – voz principal (2001–presente); bajo, voz (2001) - John Nolan – voz secundaria, guitarra principal, teclados (1999–2003, 2010–presente) - Shaun Cooper – bajo (2001–2003, 2010–presente) Miembros de apoyo actuales - Nathan Cogan – guitarras, teclados, coros (2010–presente) Miembros de apoyo anteriores - Spencer Chamberlain – voz principal (2013) - Isaac Bolivar – guitarras, teclados, coros (2009–2010) - Aaron Stern – batería, percusión (2007) - Mitchell Register – batería, percusión (2024) | Miembros pasados - Antonio Longo – voz principal (1999–2001) - Fred Mascherino – voz secundaria, guitarra principal (2002–2007) - Matthew Fazzi – voz secundaria, guitarra principal, teclados (2008–2010) - Eddie Reyes – guitarra rítmica (1999–2018) - Jesse Lacey – voz secundaria, bajo (1999–2001) - Matt Rubano – bajo (2003–2010) - Steven DeJoseph – batería, percusión (1999–2001) - Mark O'Connell – batería, percusión (2001–2024) |

## Curiosidades
- Cuando la banda compone sus canciones primero graba la música y luego la letra.
- La canción "There's No 'I' in Team" del Tell All Your Friends es una respuesta a "Seventy Times Seven", del Your Favorite Weapon de Brand New. Parece ser que ambas canciones están relacionadas y sus significados se remontan a un problema que tuvieron los excompañeros de Taking Back Sunday, John Nolan, entonces guitarrista de Taking Back Sunday, y Jesse Lacey, líder de Brand New y exbajista de Taking Back Sunday. Nolan se habría acostado con la novia de Lacey en aquel momento y ambos tuvieron problemas personales entre ellos, lo que provocó que ambos no se dirijieran la palabra en dos años. Cada canción muestra su punto de vista sobre la historia. Nolan y Lacey se reconcilian y Nolan ha cantado en ocasiones "Seventy Times Seven" a dueto con Lacey en los conciertos de Brand New. Lacey ha hecho también lo propio con Taking Back Sunday en "There's No 'I' in Team", pero siempre después de que Nolan se hubiese marchado de Taking Back Sunday para formar Straylight Run.
- En las portadas de sus tres primeros discos de estudio aparece el número 152 escondido en alguna parte. El significado de este número es la salida 152 de la interestatal 40 que lleva a High Point, Carolina del Norte, donde creció su líder Adam Lazzara.
- Fueron invitados a la serie canadiense Degrassi
- La canción "The Blue Channel" del disco Tell all your Friends aparece en el video de snowboard "Voice - a 16mm Film" [2002]
- La canción "Cute Without The 'E'" del disco Tell all your Friends aparece en el videojuego "BMX XXX".
- La canción "Great Romances of the 20th Century" del disco "Tell All Your Friends" aparece en un capítulo de la serie Clone High.